# Anselmo Arenas López
Anselmo Arenas López (Molina de Aragón, 25 de abril de 1844-Madrid, 25 de noviembre de 1928) durante más de medio siglo explicó diversas cátedras de Letras en diferentes institutos: Las Palmas de Gran Canaria, Badajoz y Valencia; entre otros. Además de su amplia experiencia en la escritura, publicó libro como: "Viriato no fue portugués sino celtíbero" o sus siete libros sobre reivindicaciones históricas.

## Biografía
Hijo de un zapatero, aprendió el oficio y mientras hacía el servicio militar en Madrid obtuvo el título de bachiller en 1866. Se licenció luego en Filosofía y Letras y en Derecho por la Universidad Central, y se doctoró en lo primero en 1874. Allí entró en contacto con el krausismo, siendo alumno de Julián Sanz del Río, Emilio Castelar y Nicolás Salmerón. Estallada la revolución de 1868, Arenas llegó a ser vicepresidente del Comité republicano-federal de Molina de Aragón y amigo íntimo de Estanislao Figueras, quien lo nombró Jefe económico de la provincia de Guadalajara cuando fue Presidente en febrero de 1873. Fue catedrático por oposición de geografía e historia en Canarias desde 1873 hasta que el obispo José María Urquinaona consiguió cerrar el Instituto en 1876, del que era subdirector y luego en Badajoz y en Granada. En Badajoz fundó el 28 de marzo de 1881 El Autonomista Extremeño para difundir las ideas del Partido Republicano Federal; lo dirigía el también masón Narciso Vázquez de Lemus, precursor del socialismo en Extremadura, y colaboraban otro masón, Nicolás Díaz y Pérez, y otro catedrático, Máximo Fuertes Acevedo, un entusiasta de las teorías de Charles Darwin. Fue también director y propietario del Diario de Badajoz (1881-1892); también colaboró en el periódico madrileño El Voto, en cuya redacción estaban Fernando Lozano y Ramón Chíes, que poco después dirigieron Las Dominicales del Libre Pensamiento y fueron dos de los albaceas testamentarios elegidos por Felipe Nieto para establecer a su muerte la Escuela Laica de Guadalajara. Sostuvo entonces polémicas con el obispo pacense, que lo denunciaba en las páginas de El Avisador de Badajoz. El 10 de junio de 1883 presidió en Zaragoza la primera Asamblea Federal del partido republicano de Pi y Margall.
Trasladado al Instituto de Granada, el arzobispo nombró un tribunal eclesiástico para examinar sus obras y condenó sus cursos de historia publicados y le echó encima a toda la prensa católica granadina, pidiendo el expurgo de sus obras y que los católicos no se educasen con él, porque era pecado mortal; se probó que era imparcial en sus clases y respetuoso con los católicos y todos sus alumnos lo apoyaron, menos uno y un bedel. Sin embargo, para aplacar los ánimos, el presionado rector de la Universidad de Sevilla se vio obligado a expedientarlo por su supuesto anticlericalismo y las denuncias del arzobispo José Moreno Mazón, y se vio separado de su cátedra en 1893 y sus manuales retirados del uso docente; se publicaron manifiestos de cientos de ciudadanos y de un puñado de alumnos en contra de esa resolución; volvió a Guadalajara con su familia y sus cuatro hijos, uno de los cuales, Amelia, se reveló como excelente pianista y profesora de música; su padre se dedicó a escribir en los periódicos (El Republicano, La Crónica y otros) y a investigar; se atrevió a contradecir a Adolf Schulten sobre el origen de Tartessos, inclinándose por un origen autóctono; rechazó ser candidato republicano y se lo dejó a su sobrino Gerardo López Rubio; fue elegido Presidente del Ateneo Instructivo del Obrero y proyectó editar el periódico La Fusión Republicana en Guadalajara, pero no llegó a salir, porque el conde de Romanones logró reincorporarlo como catedrático de latín y castellano en Valencia, en 1901, y en 1905 lo fue de francés también en Valencia; recibió los sueldos retenidos por su apartamiento y entregó parte de esa suma al periódico anticlerical El Motín de José Nakens. En Valencia colaboró con el republicano Vicente Blasco Ibáñez, pero como apoyó a Rodrigo Soriano fue atacado por la prensa del "blasquismo" El Pueblo y La Barraca. Firmó un manifiesto en favor de la enseñanza laica. Se jubiló en el curso 1917-1918, y se instaló en Madrid, donde siguió investigando.
En la masonería fundó la logia Pax Augusta en Badajoz junto con Isidoro Osorio y el krausista Tomás Romero de Castilla, también catedrático y compañero en el Instituto, y llegó a alcanzar el grado 33.º (1889) y a ser miembro de la Gran Cámara Consultiva del Consejo del Grado 33.º. Como docente publicó tres libros de texto: Curso de Geografía (Badajoz, 1880), Curso de historia de España (Badajoz, 1881) y el Curso de historia general (Badajoz, 1886). Presidió el Casino republicano y el Conservatorio de la Orquesta Española de Badajoz y fue concejal y primer síndico de su Ayuntamiento (1887).

## Obras
- Curso de Geografía (Badajoz, 1880)
- Curso de historia de España (Badajoz, 1881)
- Resumen de Geografía (Badajoz, 1883)
- Examen crítico del curso de historia de España, 1884.
- Curso de historia general (Badajoz, 1886)
- La Lusitania celtibérica, Madrid: Imprenta Popular, 1897
- Viriato no fue portugués sino celtíbero. Su biografía, Guadalajara: Establecimiento Tipográfico de Vicente Pedromingo, 1900.
- Curso de Gramática Francesa: acomodada al estudio de esta lengua a los Institutos, Valencia: Est. Tip. de Pau, Torrijos y Compañía, 1905.
- 2° curso de Gramática francesa : Acomodado al estudio de esta lengua en los Institutos, 1906.
- ¡Radicales a defenderse! Los gubernamentales y los federales en 1873, Valencia: Pau, torrija y Cía,, 1904; 2.ª ed. 1924.
- Historia del levantamiento de Molina de Aragón y su Señorío en mayo de 1808 y guerras de su independencia, 1913.
- Reivindicaciones históricas: el beato Juan de Ávila, apóstol de las Andalucías, era natural de Molina de Aragón, no de Almodóvar. Valencia: Instituto General y Técnico, 1913.
- Reivindicaciones Históricas: Sebastián de Ercávica, primer cronista de la Reconquista cristiana, Valencia: Imprenta de La Voz Valenciana, 1919.
- Situación del Obispado y de la ciudad de Ercávica (Molina y Albarracín), Valencia: Huici, 19120.
- El verdadero Tarteso. Refutacion del Tarteso del aleman Schulten, segun la Geologia y los testimonios prehistoricos e historicos, Valencia: Manuel Pau, 1926.
- Origen del Muy Ilustre Señorío de Molina de Aragón. El Cid y D. Manrique de Lara, dos modelos de vasallos, Madrid: Pérez Torres, 1928.
- "La Critica histórica: La Mujer". 4.ª Conferencia celebrada por la Universidad Popular de Valencia, el 11 de febrero de 1903.
- "Crítica de la Universidad Popular". 17.ª Conferencia celebrada por la Universidad Popular el 4 de marzo de 1903.[4]